# MIAVA
MIAVA est un groupe belge de post-metal, originaire de Lichtervelde, en Flandre-Occidentale, actif entre 2009 et 2023.

## Histoire
MIAVA est un acronyme de « Mary Isn't a Virgin Anymore »,. Le groupe sort l'album Essay on Bentham en 2013, et se produit ensuite en Belgique et à l'étranger, notamment à l'Ancienne Belgique (AB). Juste avant que le groupe ne prévoie d'enregistrer un deuxième album, le batteur Jelle Tommeleyn décède le 7 février 2016, à l'âge de 24 ans. Il est renversé sur une piste cyclable par un conducteur qui poursuit sa route,,. Le groupe cesse d'utiliser le nom MIAVA après son décès. Les membres du groupe forment ensuite le groupe Comet Street, un nom faisant référence à la rue (Comet Street) dans laquelle se trouvait la salle de répétition de feu Tommeleyn.
En 2017, un vinyle en édition limitée de l'album Essay on Bentham, qui n'était à l'origine disponible qu'en CD, est publié Le jeudi 7 février 2019, exactement 3 ans après le décès de Jelle, le groupe annonce son retour. Le 7 février 2023, le groupe annonce à nouveau ses adieux, avec la sortie de l'album.

## Discographie
- 2011 : The Fall of a Public Man (Dice Industries)
- 2013 : Essay on Bentham (Rough Trade)
- 2017 : Essay on Bentham (Music Mania Records)